# Bořek Dočkal
Bořek Dočkal, född 30 september 1988, är en tjeckisk fotbollsspelare som spelar för Sparta Prag. Han representerar även Tjeckiens landslag.